# Ladislav Berka
Ladislav Berka (19. dubna 1910 Bardejovská Nová Ves – 16. května 1966 Bratislava) byl slovenský učitel, sbormistr a sběratel východoslovenských písní.

## Život
Ladislav Berka byl synem venkovského učitele, varhaníka a sbormistra amatérského sboru. Vystudoval měšťanskou školu v Bardejově a učitelský ústav v Prešově. Hudbu studoval nejprve u svého otce, posléze u V. Kašpera, ředitele kůru v Bardejově a na Hudební škole v Košicích. Ve skladbě byl žákem Oldřicha Hemerky v Košicích a Mikuláše Moyzese v Prešově.
Od roku 1944 působil Šenkvicích. V roce 1947 tam založil hudební vydavatelství Slaviaton, pěvecký sbor a taneční a dechový orchestr. V letech 1953–1955 byl učitelem v Modre. Sbíral lidové písně v oblasti Šariše, Zemplína i na západním Slovensku. Jeho sbírka obsahuje na 3 000 písní.
Jménem Ladislava Berky bylo pojmenováno náměstí v Bardejově.

## Dílo
Zájem o lidovou píseň se přenesl i do jeho skladatelské činnosti. Zkomponoval více než 150 skladeb. Tiskem vyšlo:
- Album šarišských piesní pro ženský a dětský sbor (1932)
- Maliny, 4 písně pro soprán, tenor a klavír (1947)
- Zemplínský valčík (1948)
- Šarišský valčík (1948)
- Vianočná omša (pro sóla, smíšený sbor a varhany, 1949)
- Nový svet (pochod pro dechový orchestr, 1950)
- Tanečná suita (pro dechový orchestr, 1954)